# Club Atletas Campesinos

Vereinswappen

Der Club Atletas Campesinos – mit vollem Namen vermutlich Club Nacional Atletas Campesinos „Tractores“ – ist ein ehemaliger mexikanischer Fußballverein, der zwischen 1980 und 1982 zwei Jahre in der Primera División, der höchsten Spielklasse des mexikanischen Vereinsfußballs, vertreten war. Somit war es gleichzeitig der erste Verein der Stadt Querétaro, der Erstligafußball in dieselbe gebracht hat. Später gelang dies noch dem erst 1985 von Televisa ins Leben gerufenen Kunstverein Cobras de Querétaro (Saison 1986/87) sowie dem Erzrivalen Querétaro FC (1990/91 bis 1993/94), mit dem man um die Jahrtausendwende zum Querétaro FC Gallos Blancos fusionierte.

## Geschichte
Den Club Atletas Campesinos (Athletische Landarbeiter) gab es eigentlich nur fünf Jahre lang. Denn er wurde erst 1977 durch die Umbenennung des bisherigen Studentenvereins Club Estudiantes de Querétaro ins Leben gerufen, nachdem dieser – ebenso wie der Stadtrivale Querétaro FC – von dem Millionär Armando Presa erworben wurde. Bereits drei Jahre später gelang dem Verein der Aufstieg in die Primera División. Nachdem Atletas in der ersten Saison noch Gruppenletzter geworden war und in der Gesamtjahreswertung den 17. Platz (von 20 Mannschaften) belegt hatte, verpasste man in der zweiten Saison (1981/82) die Play-offs nur um einen Punkt und belegte in der Gesamtjahreswertung einer beachtlichen elften Rang. Doch am Saisonende wurde die Lizenz des Vereins für die erste Liga an den Tampico-Madero FC verkauft. Es kam zur Trennung von dem bisherigen Förderer Armando Presa und der abermaligen Umbenennung des Vereins – diesmal in Gallos Blancos de la UAQ. Damit hatte man sich nicht nur von seiner bisher irreführenden Bezeichnung „Landarbeiter“ getrennt und durch den Bezug auf die Autonome Universität von Querétaro wieder als akademischer Verein zu erkennen gegeben, sondern gleichzeitig auch noch den alten Spitznamen des Erzrivalen einverleibt.
Diese Mannschaft scheiterte im Sommer 1987 in den Aufstiegsspielen gegen den Universitätsclub aus Ciudad Victoria, die UAT Correcaminos. Nachdem sich beide Mannschaften dreimal remis getrennt hatten, verloren die UAQ Gallos Blancos mit 2:4 im Elfmeterschießen. Um 2000 fusionierten die Gallos Blancos de la UAQ mit ihrem bisherigen Stadtrivalen Querétaro FC zum Querétaro FC Gallos Blancos (siehe dort).

## Stadion
Heimspielstätte des Vereins ist das Estadio Municipal de Querétaro.

## Trainer
- Jesús Trelles (1980, 1982)

## Bekannte Spieler
- Leonardo Cuéllar (1980–82)
- Ítalo Estupiñán (1980/81)
- Walter Gassire (1980/81)
- Pedro Soto (1981/82)

## Historische Logos

Logo Estudiantes